# Matroska
Matroska (также Matroška; от рус. Матрёшка) — проект, нацеленный на создание открытого гибкого и кроссплатформенного (включая аппаратные платформы) формата мультимедийного контейнера и набора инструментов и библиотек для работы с данными в этом формате. Этот проект является развитием проекта MCF, но значительно отличается тем, что основан на EBML (Extensible Binary Meta Language — расширяемый двоичный метаязык) — двоичном аналоге языка XML. Использование EBML позволяет расширять формат без потери совместимости со старыми программами.
Расширения файлов Matroska: .mkv для видео, .mka для аудио, .mks для субтитров и .mk3d для стереоскопического/3D видео.

## История
Проект был анонсирован 6 декабря 2002 года как ответвление формата Multimedia Container Format (MCF), после разногласий между ведущим разработчиком MCF Лассе Кярккяйненом и будущим основателем Matroska Стивом Ломмом по поводу использования EBML вместо двоичного формата. Это совпало с 6-месячным перерывом в программировании ведущего разработчика MCF в связи с его военной службой, во время которого большая часть сообщества быстро перешла на новый проект.
В 2010 году было объявлено, что аудио/видеоформат WebM будет основан на профиле контейнерного формата Matroska вместе с видео VP8 и аудио Vorbis.
31 октября 2014 года компания Microsoft подтвердила, что Windows 10 будет поддерживать HEVC и Matroska «из коробки». В Windows 10 Technical Preview Build 9860 добавлена поддержка HEVC и Matroska на уровне платформы.
В октябре 2024 года Matroska была официально описана и опубликована как RFC 9559.

## Название и логотип
Слово «Matroska» происходит от англ. matryoshka (матрёшка). В логотипе оно записано как «Matroška»; в нём буква š («s» с гачеком над ней) представляет звук «ш» (/ʂ/) в разных языках.

## Особенности стандарта
Расширения файлов Matroska: .mkv — для видео (также может включать аудио, субтитры и другие вложения), .mka — для аудиофайлов, .mks — для субтитров и .mk3d — для 3D-видео.
Возможности формата, закладываемые в Matroska:
- трансляция через Интернет (протоколы HTTP и RTP);
- быстрая навигация по файлу («перемотка»);
- устойчивость к ошибкам;
- экранные меню (как на DVD). (НЕ реализовано ввиду отсутствия спецификации);
- разбиение файла на главы (Chapters);
- переключаемые «на лету» субтитры;
- переключаемые звуковые дорожки;
- переключаемые видеодорожки;
- модульная расширяемость.

При этом проект не включает в себя форматов сжатия видео и кодеков (таких, как MP3 или JPEG).
Контейнер Matroska может содержать большое число потоков аудио, видео и субтитров, позволяя хранить в одном файле целый фильм и проигрывать его мультимедиа-проигрывателем.
Matroska является открытым проектом (open standard). Это означает, что для персонального использования она абсолютно бесплатна, а техническая спецификация формата битового потока доступна любому, даже компаниям, желающим встроить поддержку формата в свои продукты (для этого потребуется специальная лицензия). Исходный код всех библиотек, созданных группой разработчиков проекта Matroska, распространяется на условиях LGPL (библиотека для проигрывания, написанная на Си с использованием целочисленной арифметики, распространяется также на условиях лицензии BSD).
Matroska является прямой открытой альтернативой контейнерам AVI, ASF, MOV, RealMedia, MP4, MPG.
Поддерживается адаптация и реализация библиотек Matroska для OpenBeOS Mediakit и GStreamer (кроссплатформенной мультимедийной среды, похожей на DirectShow для Windows) и набора фильтров DirectShow для воспроизведения и создания файлов Matroska в Windows.

## Программная поддержка
Программные пакеты со встроенной поддержкой формата Matroska:
- ALShow
- Avidemux
- AV Splitter
- BS.Player
- Chameleo
- CuePlayer
- The Core Media Player
- CorePlayer Mobile
- The Core Pocket Media Player
- Daum PotPlayer
- DivX Player
- Freemake Video Converter
- GNOME Videos
- GOM Player
- Плееры на движке Gstreamer (например, GNOME Videos)
- HandBrake
- jetAudio
- Kaffeine
- Light Alloy
- The KMPlayer
- Media Player Classic (начиная с версии 6 и старше)
- MediaPortal[15]
- Mezzmo Media Player
- Movist
- MPlayer
- Mpv
- MythTV
- Perian плагин Quicktime для Mac OS X[16]
- Target Longlife Media Player
- Splash Pro Player
- VSDC Free Video Editor
- VirtualDubMod
- Медиапроигрыватель VLC
- VSO Software
- Vuze Media Player
- Winamp
- xine
- Zoom Player
- Mac Blu-ray Player

### Поддержка формата компанией DivX
В конце 2008 года была выпущена седьмая версия пакета DivX. Одним из нововведений стало использование нового профиля кодирования видеоматериалов, DivX Plus HD, предназначенного для видео высокого разрешения. Профиль включает в себя сжатие видео с помощью кодека H.264, сжатие звука кодеком AAC и хранение итогового файла в контейнере Matroska. Таким образом, все новые медиаустройства, получившие сертификат DivX Plus HD Certified, должны быть способны обрабатывать контейнер MKV.

## Аппаратная поддержка
Отсутствие аппаратной поддержки контейнера на бытовых видеопроигрывающих устройствах стало заметным сдерживающим фактором в его распространении и связано с рядом причин: в контейнер обычно помещалось видео, запакованное ресурсоёмким кодеком H.264/AVC вместе с AC3-звуком, а бытовые устройства, способные работать с подобными кодеками, поздно вышли на рынок и были[когда?]

 достаточно дороги; стандартным форматом контейнера для H.264 является MP4; отсутствие поддержки со стороны крупных компаний, производящих видеоаппаратуру и программное обеспечение для создания и воспроизведения видео; контейнер Matroska обладает очень широкими возможностями, которые трудно реализовать в аппаратной форме.
Однако со временем формат MKV стал достаточно популярным. На сегодняшнее время большинство современных телевизоров, медиаплееров и других медиаустройств имеет поддержку этого формата.
Компания Sigma Designs, производитель основной части аппаратных декодеров MPEG для бытовых медиаплееров, в 2006—2008 годах выпустила три чипсета — SMP8650, 8630, 864х и 8620L. Все они поддерживают основные форматы видео высокого разрешения, H.264 и контейнер MP4, а также кодек VC-1 и контейнер AVI, но не содержат никакой встроенной поддержки Matroska, несмотря на то, что некоторые производители, использующие эти чипсеты, добавляют такую поддержку с помощью прошивок.